# Borgo Centore
Borgo Centrore is een plaats (frazione) in de Italiaanse gemeente Cellole.